# Internationaux de Strasbourg 1997
L'Internationaux de Strasbourg 1997 è stato un torneo di tennis giocato sulla terra rossa.
È stata l'11ª edizione del Internationaux de Strasbourg, che fa parte della categoria Tier III nell'ambito del WTA Tour 1997. Si è giocato a Strasburgo in Francia, dal 19 al 24 maggio 1997.

## Campionesse

### Singolare
Steffi Graf ha battuto in finale  Mirjana Lučić con il punteggio di 6–2, 7–5

### Doppio
Helena Suková /  Nataša Zvereva hanno battuto in finale  Elena Lichovceva /  Ai Sugiyama con il punteggio di 6–1, 6–1